# Střed (politická strana)
Střed nebo Aliance pro střed (německy: Die Mitte; francouzsky: Le Centre; italsky: Alleanza del Centro; rétorománsky: Allianza dal Center) je švýcarská politická strana. Je klasifikována jako středopravice a její základní ideologií je křesťanská demokracie kombinovaná se sociálním konzervatismem. Strana vznikla 1. ledna 2021, sloučením Křesťansko-demokratické lidové strany Švýcarska (založena 1912) a Konzervativně demokratické strany Švýcarska (založena 2008 jako odštěpenecký subjekt lidové strany). Barvou strany je oranžová. Křesťanští demokraté se původně orientovali na katolické a venkovské voliče, což je časem začalo limitovat a z původních dvou míst držených ve Federální radě od roku 1960 se od roku 2003 museli spokojit jen s jedním místem. Od sloučení s odpadlickou částí lidovců si křesťanští demokraté slibují lepší postavení ve větších městech a velkých kantonech Curych, Bern, Vaud a Aargau, kde bývaly výsledky křesťanských demokratů nejhorší.